# Regnar Bentzen
Regnar Vilhelm Gerhard Bentzen (* 11. Oktober 1869 in Horsens; † 1950) war ein dänischer Arzt.

## Leben
Regnar Bentzen war der Sohn des Lehrers Herman Vilhelm Bentzen und seiner Frau Jensine Jensen. Er besuchte die Schule in seiner Heimatstadt Horsens, die er 1888 abschloss. Anschließend studierte er Medizin und wurde 1895 Reservearzt im Garnisons Sygehus in Kopenhagen. 1896 eröffnete er eine Praxis in Skaarup.
Nur ein Jahr später kam er nach Grönland, wo er Arzt in Ivittuut wurde. 1899 wurde er zum Distriktsarzt in Ilulissat ernannt. 1904 kehrte er nach Dänemark zurück, wurde aber erst 1905 offiziell verabschiedet. Er diente daraufhin als Arzt in Ribe und bei Klippinge. Am 15. Juni 1905 heiratete er in Horsens Bertha Constance Jensen (1877–?), Tochter des Landinspektors Niels Jensen und Christina Brodersen. Aus der Ehe ging unter anderem die Künstlerin Merete Bentzen (1918–1994) hervor. Der Sohn Poul Bentzen (1909–1959) wurde ebenfalls Arzt, heiratete die Ethnografin Emmy Langberg (1902–1993) und kam beim Untergang der Hans Hedtoft ums Leben. Schon 1906 kehrte Regnar Bentzen nach Grönland zurück und wurde erneut zum Distriktsarzt ernannt, diesmal in Qaqortoq. Er gehörte der Grønlandskommission von 1920/21 an. Im selben Jahr kehrte er nach endgültig Dänemark zurück.
In Grönland war er auch als Fotograf und Maler tätig und zahlreiche seiner Werke sind erhalten. Er war ab 1921 Ritter des Dannebrogordens und wurde 1940 zum Dannebrogsmand ernannt. Er starb 1950 im Alter von rund 80 Jahren.